# Gloria Escoffery
Gloria Escoffery OD (22 tháng 12 năm 1923 - 24 tháng 4 năm 2002) là một họa sĩ, nhà thơ và nhà phê bình nghệ thuật người Jamaica hoạt động trong những năm 1940 và 1950.

## Tiểu sử
Sinh ra ở Gayle, Giáo xứ Saint Mary, Jamaica, là con út trong số ba người con của Tiến sĩ William T. Escoffery, nhân viên y tế và vợ của ông, Sylvia, Escoffery học tại trường trung học St Hilda, Brown's Town. Năm 1942, bà giành được học bổng Island và đến Đại học McGill ở Montreal, Quebec, Canada và sau đó học tại Anh tại Trường Mỹ thuật Slade (1950, 52), và Trường Đại học West Indies của giáo dục.
Sau khi tổ chức triển lãm cá nhân đầu tiên của mình tại Kingston vào năm 1944, Escoffery đã triển lãm rộng rãi ở Jamaica và các nơi khác. Tác phẩm của bà có trong nhiều bộ sưu tập công cộng và tư nhân.
Năm 1977, bà được trao tặng Huân chương Phân biệt  và Huy chương Bạc Musgrave từ Viện Jamaica năm 1985.

## Ấn phẩm
- Phong cảnh trong quá trình làm (một cuốn sách nhỏ, 1976)
- Loggerhead (Báo chí Sandberry, 1988)
- Mẹ Jackson giết người mặt trăng (Peepal Tree Press, 1998)